# Scharführer

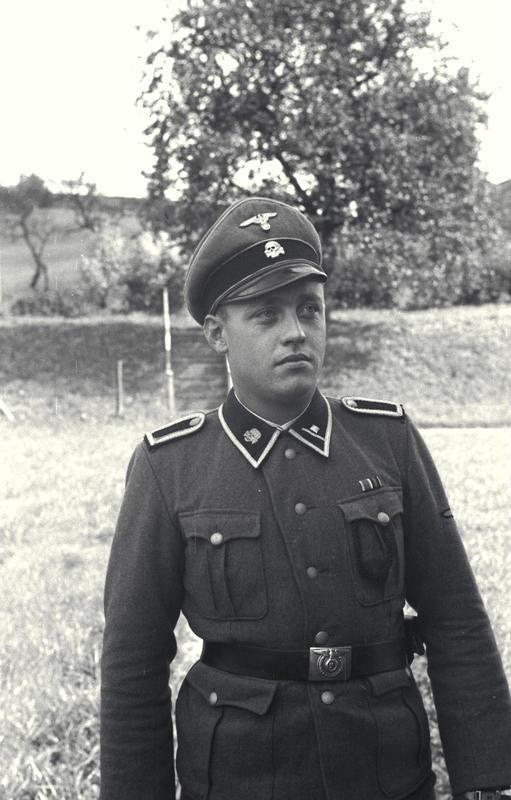
Um SS-Scharführer servindo em KZ Mauthausen

Scharführer ([ˈʃaːɐ̯fyːʁɐ], lit.  'Líder de esquadrão') foi um título ou posto usado na terminologia militar alemã do início do século XX. Em alemão, Schar era um termo para a menor subunidade, equivalente a (por exemplo) uma "tropa", "esquadrão" ou "seção". A palavra führer significava simplesmente "líder".

## Uso Nazi
Scharführer é mais reconhecível como um posto da SS e título da SA. Scharführer foi usado pela primeira vez como um título no Sturmabteilung (SA) já em 1921 e tornou-se um posto real em 1928. Scharführer foi o primeiro posto de oficial não comissionado da SA, e foi denotado por um único pip centrado em um remendo de colarinho . Em 1930 o veterano Scharführer foi nomeado para o novo posto de SA-Oberscharführer, denotado por uma faixa de prata adicional ao patch de colarinho Scharführer. A Schutzstaffel (SS) usou a mesma insígnia para Scharführer que a SA, mas o nível de classificação mudou em 1934 com uma reorganização da estrutura de classificação da SS. Naquela época, o antigo posto de SS-Scharführer ficou conhecido como SS-Unterscharführer com o título de SS-Scharführer tornando-se equivalente a um SA-Oberscharführer. O posto de SS-Truppführer foi removido da SS, para ser substituído por SS-Oberscharführer e o novo posto de SS-Hauptscharführer. As primeiras Waffen-SS criaram uma classificação ainda mais alta, conhecida como SS-Sturmscharführer. Dentro da SA, Scharführer era superior ao posto de SA-Rottenführer enquanto na SS, um Scharführer era superior ao de SS-Unterscharführer. O posto de Scharführer também foi usado por outras organizações do Partido Nazista; entre eles o National Socialist Flyers Corps (NSFK), National Socialist Motorist Corps (NSKK) e a Juventude Hitlerista (HJ).

## Vestimenta

Remendos SS Gorget

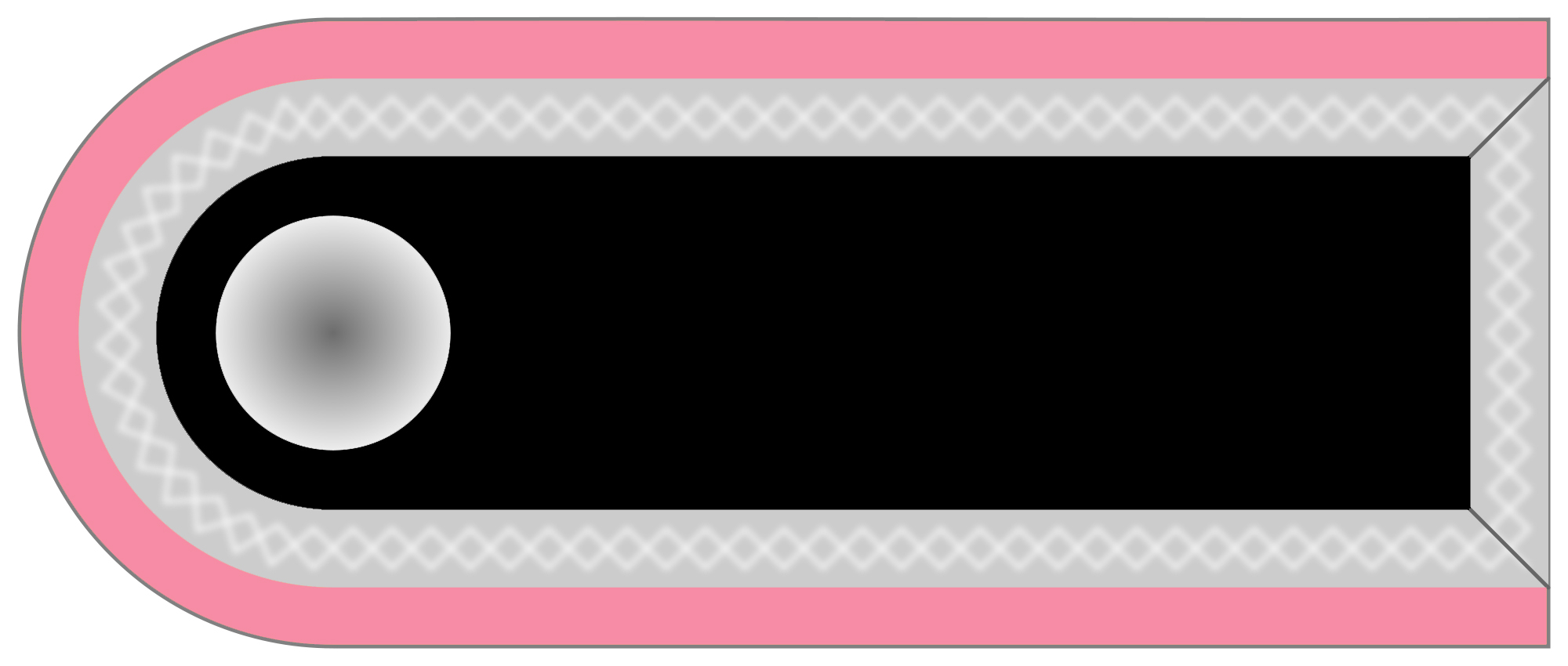
SS Scharführer (Panzertruppe)